# 八波則吉
八波 則吉（やつなみ のりきち、1875年3月1日 - 1953年12月7日）は、日本の日本文学研究者、国語教育学者、作詞家。旧制第四高等学校教授、旧制第五高等学校名誉教授。

## 経歴
福岡県宗像郡下西郷村大字内殿（現・福津市内殿）に生れる。1895年福岡県立尋常中学修猷館、1898年第五高等学校文科を経て、1901年東京帝国大学文科大学国文学科を卒業。同年、金沢の旧制第四高等学校の講師となり、その2年半後には教授に昇進している。修猷館の親友には、後に朝日新聞主筆となる高原操、福岡市長となる久世庸夫がいる。五高では、当時教授であった夏目漱石に薫陶を受けている。
1916年から1920年にかけて、文部省の教科書編纂官となって尋常小学校の国定教科書の改正に専念し、高野辰之等とともに、『尋常小学国語読本』（巻一の冒頭が「ハナ ハト マメ マス」から始まるため「ハナハト読本」の愛称で呼ばれた）を編纂した。これは、1918年4月入学の児童から、1932年4月入学の児童まで、15年間使用されている。
その後、1920年に第五高等学校教授となり、多くの著書を残す。一方で、数多くの小学校、中学校、高等学校の校歌や、唱歌、市歌などの作詞を手掛けている。

## 著書
- 作歌 八波則吉・作曲 大西安世『唱歌 倶利伽羅峠』堀田金沢支店 1910 NDLJP:855125

- 作歌 八波則吉・作曲 新清次郎『唱歌 銭屋五兵衛』宇都宮書店 1910 NDLJP:855371

- 八波則吉 (其月) 著 『草花』 林有聲館　1911

- 『趣味と修養』  敬文館　1913

- 『応用修辞学講話』 敬文館　1914

- 『尋常小学国語読本要義』  教育研究会　1919

- 『創作への道』 弘道館　1921

- 『童話と童謡劇 夢の国から』 教育研究会　1924

- 『要義と創作』 弘道館　1924

- 『精神講和 詩趣を加味して』 敬文館　1924

- 『読本中心 創作本位の文章法』  教育研究会　1925

- 八波則吉 編 『雨月物語』 中興館　1926

- 『第三 国語の講習』 教育研究会　1928

- 『趣味本位 幼年課外讀本』  宝文館　1928

- 『趣味本位 少年課外讀本』 宝文館　1928

- 『随筆 詩味情味』  教育研究会　1929

- 『新抄 大鏡』  立川書店　1929

- 『唱歌作歌法講話 : 附・校歌会歌集』  京文社　1931

- 『国語教育大道』  東洋図書　1933

- 『文話作例 婦人手紙文範』  大日本雄弁会講談社　1936

- 『道歌清談』  実業之日本社　1936

- 『母の勝利』  英進社　1942

- 『新作童話 おじさんの話』  西荻書店　1950

- 文 八波則吉・絵 本田庄太郎 『名作童話 こがねまる (講談社の絵本 ; 41)』  大日本雄弁会講談社　1951

## 栄典
- 1933年（昭和8年）2月1日 - 正四位[4]